# Stella Adler
Stella Adler (født 10. februar 1901, død 21. december 1992) var en amerikansk skuespillerinde og skuespillærer. Hun grundlagde Stella Adler Studio of Acting i New York City i 1949. Senere i livet underviste hun deltid i Los Angeles med hjælp fra sin protegé, skuespillerinden Joanne Linville, der fortsætter med at undervise i Adlers teknik. Hendes barnebarn Tom Oppenheim driver nu skolen i New York City, der har produceret alumner som Marlon Brando, Robert De Niro, Harvey Keitel, Elaine Stritch, Kate Mulgrew, Kipp Hamilton og Jenny Lumet.
Irene Gilbert, en mangeårig protegé og ven, ledede Stella Adler Studio of Acting i Los Angeles, indtil hendes død. Los Angeles-skolen fungerer fortsat som et fungerende studie og huser flere teatre. Alumni fra Stella Adler-Los Angeles-skolen inkluderer Mark Ruffalo, Benicio del Toro, Brion James, Salma Hayek, Clifton Collins Jr. og Sean Astin.